# 加拉阿德
加拉阿德是一个历史悠久的沿海城镇，位于索马里邦特兰州中部东北穆杜格州。目前，加拉阿德正在修建新港口。